# دنيا كامران خان كاي ساته
دنيا كامران خان كاي ساته هو برنامج تلفزيوني سياسي باكستاني على قناة دنيا الإخبارية. وهو واحد من الأكثر البرامج مشاهدةً وتأثيرًا في باكستان، يُقدمه الصحفي كامران خان. يُبث بثًا مباشرًا من كراتشي من 9:30 إلى 11:00 مساء من يوم الاثنين إلى يوم الجمعة.
انطلق البرنامج في 3 أغسطس 2015، وهو استئناف لبرنامج كامران خان السابق على قناة جيو نيوز: «آج كامران خان كاي ساته». 